# Katy on a Mission
„Katy on a Mission” to debiutancki singel brytyjskiej piosenkarki Katy B. Został on wydany 22 sierpnia 2010 roku, zapowiadając nadchodzący debiutancki album artystki On a Mission. Utwór został napisany przez samą Katy B, Bengę oraz Geeneusa, wyprodukowany został zaś przez Bengę. Singel odniósł sukces w Wielkiej Brytanii, gdzie zdobył szczyt UK Dance Chart i UK Indie Chart, a także zajął piąte miejsce na głównej liście UK Singles Chart. Towarzyszący piosence teledysk wyreżyserował Johny Mourgue, a przedstawia on Katy B i producenta Bengę w londyńskim klubie Matter.

## Lista utworów
- Digital download[2]

1. „Katy on a Mission” – 4:11
2. „Katy on a Mission” (Roska Remix) – 5:08
3. „Louder” – 4:36

## Notowania
| Lista (2010)                       | Najwyższa pozycja |
| ---------------------------------- | ----------------- |
| Belgia (Ultratop 200 Flandria)     | 39                |
| Szkocja (OCC)                      | 10                |
| Wielka Brytania (UK Singles Chart) | 5                 |
| Wielka Brytania (UK Dance Chart)   | 1                 |